# Johann Wolf (Schuhmachermeister)

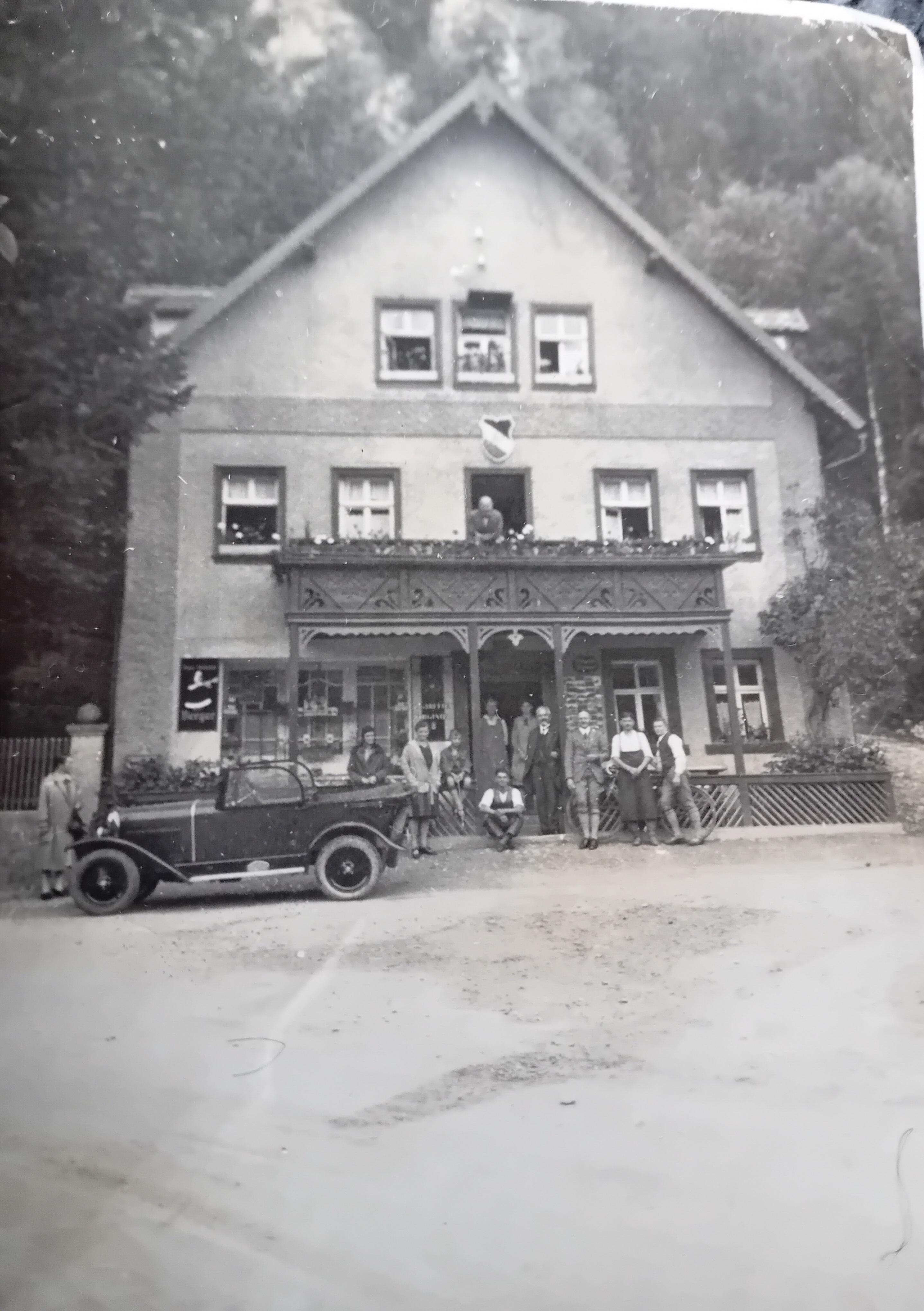
Behringersmühle Hausnummer 20 um 1930

Johann Wolf (* 5. November 1884 in Moritz bei Gößweinstein; † 19. März 1961 in Behringersmühle) war ein Schuhmachermeister und seit 1952 ein Altmeister des Schuhmacherhandwerks. 

## Leben und Wirken
Johann Wolf wurde am 5. November 1884 als uneheliches Kind der Hirtin Helena Wolf geboren; seine Mutter heiratete 1890 den ledigen Johann Peter. 
Vom 6. Oktober 1906 bis zum 10. Oktober 1908 diente er im Königlich Bayerischen 6. Chevauleger-Regiment „Prinz Albrecht von Preußen“ in Bayreuth. Im November 1908 heiratete er die ledige Elisabetha Ziegelhöfer aus Lauf bei Bamberg. Schon 1907 hatte er einen unehelichen Sohn mit ihr, 1913 bekam das Ehepaar eine Tochter.

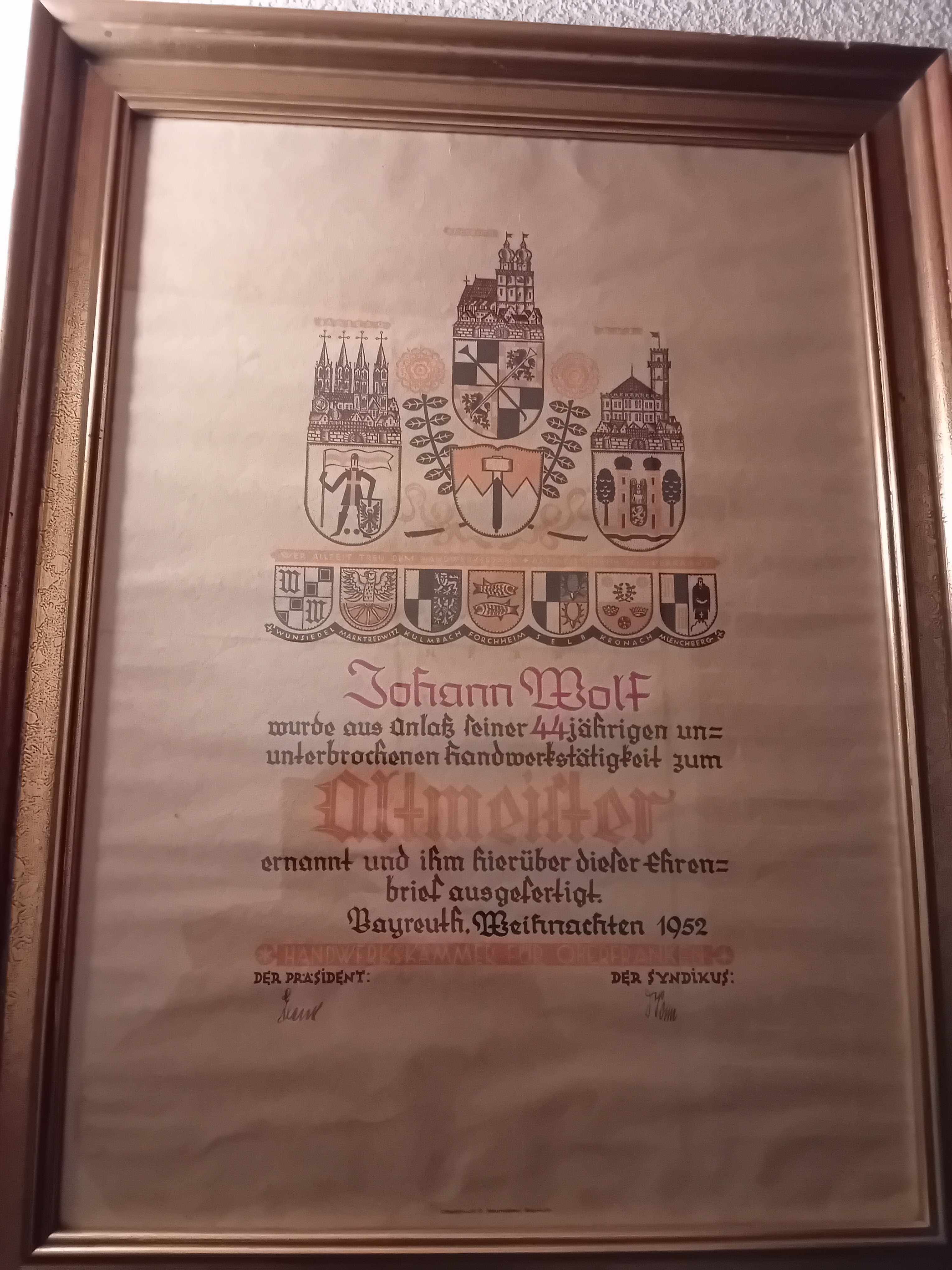
Die Altmeisterurkunde von Johann Wolf

Ab 1908 übte er das Schuhmacherhandwerk aus. Im Ersten Weltkrieg diente er nicht an der Front, jedoch während des gesamten Krieges. Am 6. August 1914 wurde er zum Ersatz-Eskadron des Königlich Bayerischen 6. Chevauleger-Regiment "Prinz Albrecht von Preußen" eingezogen. Am 21. November wurde er zum Gefreiten befördert. Am 19. November 1917 wurde ihm das bayerische König-Ludwigs-Kreuz verliehen. Am 21. Februar 1918 wurde er zum Königlich bayerischen 10. Feldartillerie-Regiment (Erlangen) II Ers.-Abt. und am 4. September 1918 zur bayerischen S-K-Flak-Batterie No. 184 versetzt. Ab dem 7. Januar 1919 diente er beim Königlich Bayerischen 2. Feldartillerie-Regiment (Würzburg) II Ers.-Abt.; das Austrittsdatum ist unbekannt.
Quelle: Ancestry: Kriegsstammrollen des Königreichs Bayern von 1914 bis 1918 unter Johann Wolf oder Hans Wolf.

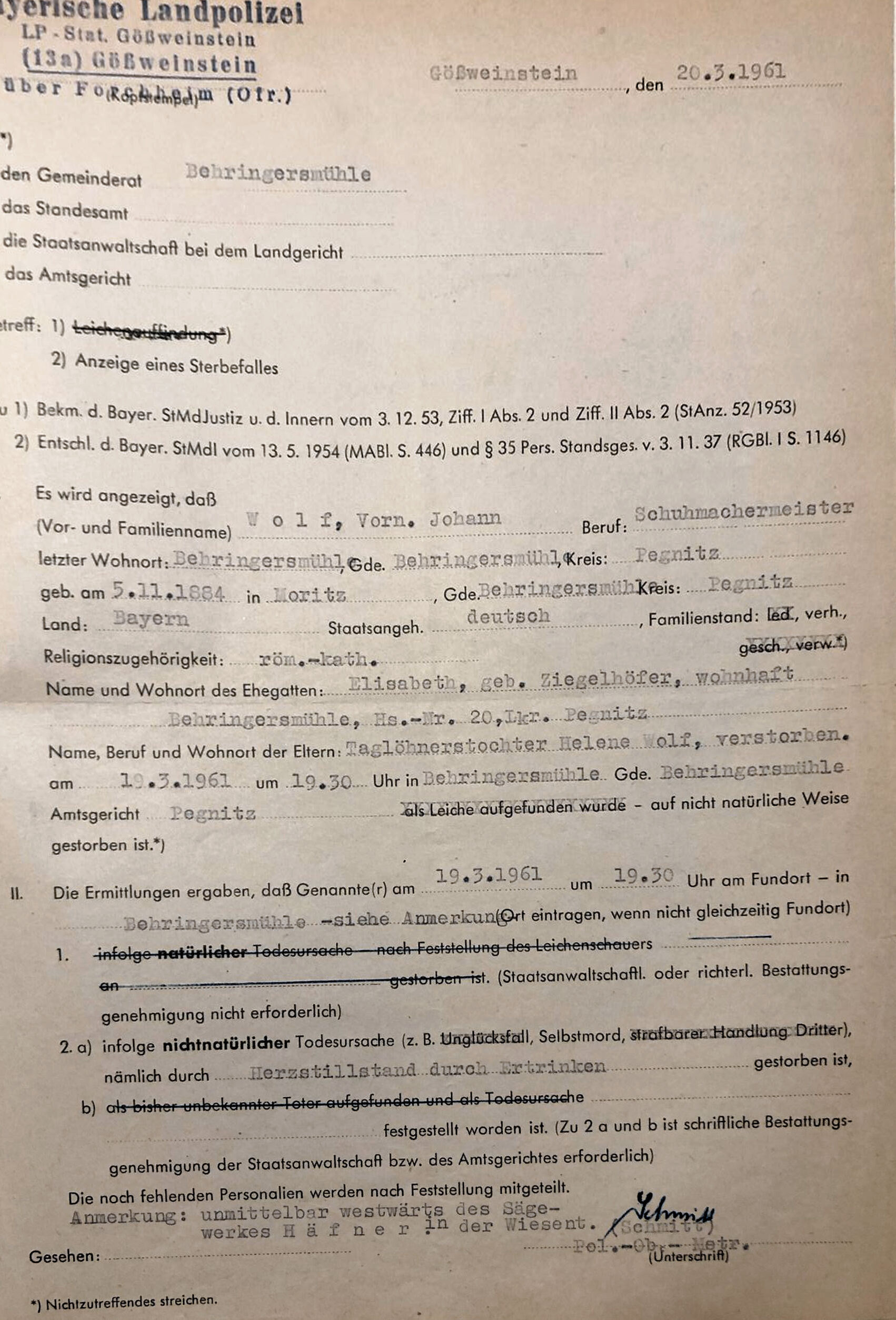
Der Polizeibericht über den Tod von Johann Wolf am 19. März 1961

Nach Kriegsende ging Johann Wolf wieder dem Schuhmacherhandwerk nach. Er lebte in Behringersmühle Hausnummer 20. An Weihnachten 1952 wurde ihm nach 44-jähriger Handwerkstätigkeit von der Handwerkskammer für Oberfranken der Ehrentitel „Altmeister“ verliehen. 
Quelle: Altmeisterurkunde von Johann Wolf 
Er starb am 19. März 1961 an einem Herzstillstand beim Ertrinken durch Selbstmord. Über seinen Tod gibt es einen Polizeibericht, der im Standesamt in Gößweinstein aufbewahrt wird. 

## Orden und Ehrenzeichen
- König Ludwig-Kreuz am 19. November 1917

| Personendaten    | Personendaten           |
| ---------------- | ----------------------- |
| NAME             | Wolf, Johann            |
| KURZBESCHREIBUNG | Schuhmachermeister      |
| GEBURTSDATUM     | 5. November 1884        |
| GEBURTSORT       | Moritz bei Gößweinstein |
| STERBEDATUM      | 19. März 1961           |
| STERBEORT        | Behringersmühle         |